# Maison du jardinier

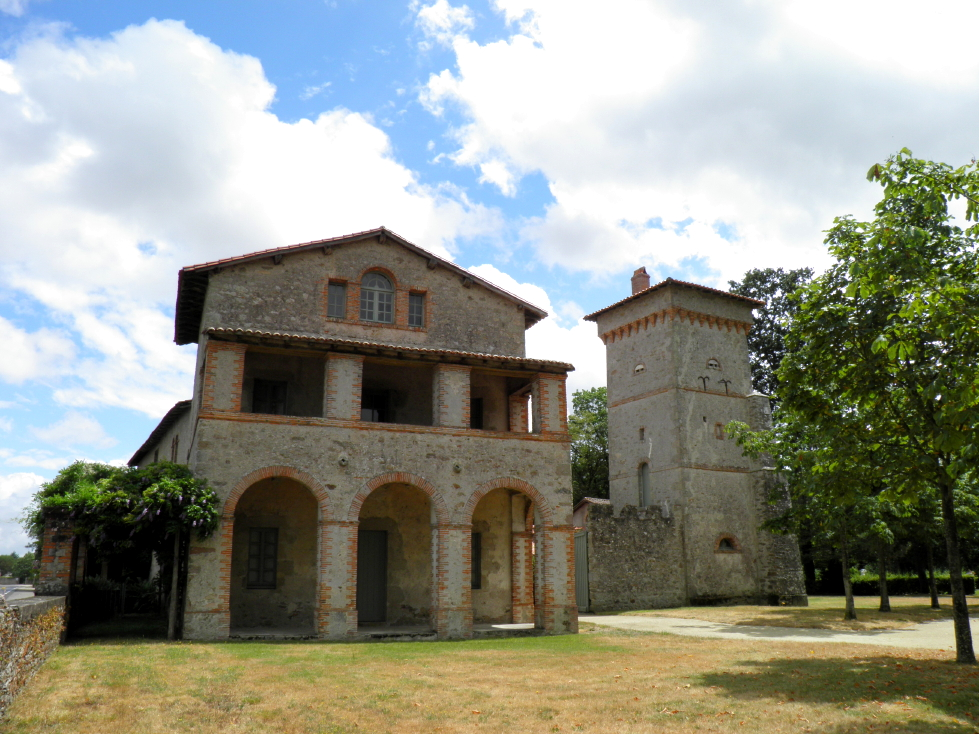
La maison du jardinier du domaine de la Garenne Lemot en Loire-Atlantique.

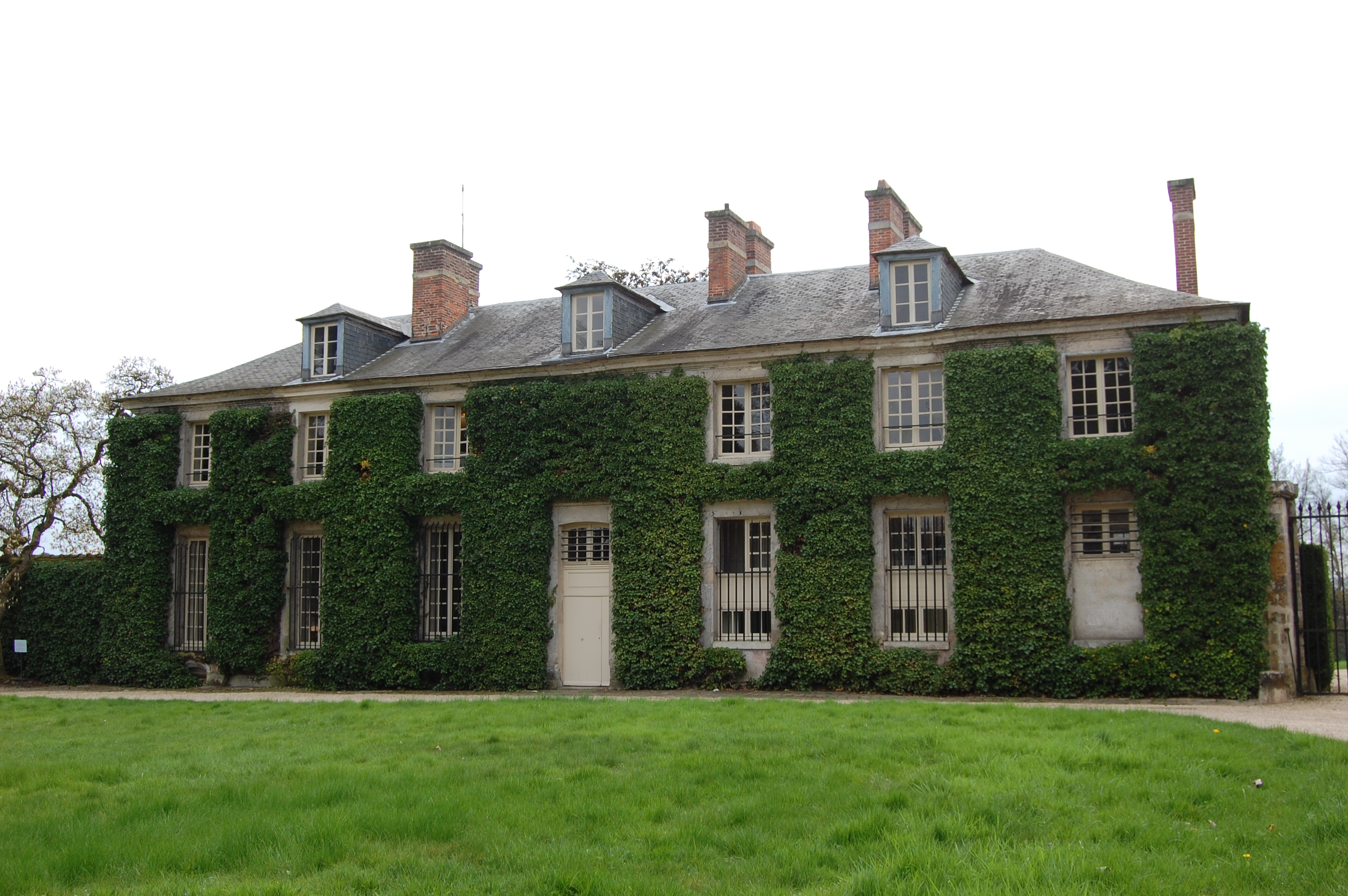
Le pavillon de Jussieu abrite le Centre de recherche du château de Versailles.

Une maison du jardinier (ou maison de jardinier) est un bâtiment attenant à celui de l'habitation principale. Située dans le jardin ou le parc d'un domaine, elle loge le jardinier (et/ou fleuriste) et abrite ses outils ainsi que son atelier. Ce logement est à proximité de la pépinière, du potager ou bien des plantations dont le jardinier a la charge et l'entretien.

## Le pavillon de Jussieu
Le pavillon de Jussieu (auparavant nommé plus justement la « maison Richard ») situé dans le parc de Versailles, a été construit en 1750 afin de loger le jardinier-fleuriste du domaine de Trianon.